# Glorantha : La Guerre des Dieux
Glorantha : La Guerre des Dieux est un jeu de société créé en 2019 par Sandy Petersen, illustré par Rich Fleider et édité par Petersen Games,.

## Background
La fin de l'univers est proche. Les puissantes forces élémentaires luttent pour déterminer ce qu'il adviendra du cosmos,.
Ce jeu plante son décors dans l'univers du royaume de Glorantha, présent notamment dans le jeu de rôle RuneQuest.

## Gameplay
Glorantha : La Guerre des Dieux est un jeu pour 3 à 4 joueurs (jusqu'à 8 avec les extensions) pour des parties pouvant durer de 90 à 180 minutes. C'est un jeu asymétrique de contrôle de territoires,.
Chaque force élémentaire a ses propres capacités, faiblesses ainsi que ses propres unités et bâtiments qui pourront être placés sur le plateau. Lors des différentes phases de jeu, les joueurs peuvent faire diverses actions comme construire un bâtiment ou l'améliorer, invoquer une figurine ou la déplacer ou encore déclencher une bataille. Au fil du jeu, les joueurs peuvent gagner divers points de victoire. La partie se termine lorsqu'un d'entre eux en a 35 et le vainqueur est celui qui en a le plus (des points de victoire peuvent être gagné malgré la fin de partie).